# Créhange
Créhange (lotaryński Kriscingen, niemiecki Kriechingen) – miejscowość i gmina we Francji, w departamencie Mozela, w regionie Lotaryngia, nad rzeką Nied. Według danych na rok 2020 gminę zamieszkiwały 3854 osoby.